# Pithecia albicans
Espèce
Répartition géographique
Statut de conservation UICN

LC : Préoccupation mineure
Statut CITES
Pithecia albicans est une espèce de primates de la famille des Pitheciidae, endémique du Brésil.

## Répartition
Cette espèce se rencontre uniquement au nord-ouest du Brésil.

## Systématique
Le nom valide complet (avec auteur) de ce taxon est Pithecia albicans Gray, 1860.